# Hope (мова програмування)
Hope — функційна мова програмування розроблена в 1970-ті в Единбурзькому університеті. Ця мова програмування була сучасником ML, та попередником Miranda та Haskell. Розроблена на основі дослідницької мови функційного програмування NPL.
Мови програмування NPL та Hope відомі як перші мови програмування, де було використано виконання команд за шаблоном та алгебричні типи даних.
Мова програмування названа на честь шотландського реформатора сера Томаса Гоупа (1681—1771).

## Огляд
Функція для обчислення факторіалу в мові програмування Hope:
```
 dec fact : num -> num;
 --- fact 0 <= 1;
 --- fact n <= n*fact(n-1);
```

У мові програмування Hope є дві вбудованих структур даних: кортежі та списки.